# Oliviero Pigini
Oliviero Pigini (Castelfidardo, 22 agosto 1922 – Recanati, 10 febbraio 1967) è stato un imprenditore italiano, fondatore della fabbrica di strumenti musicali EKO.
Le sue chitarre sono state utilizzate da molti tra i più noti gruppi italiani dell'epoca beat come  i Rokes, i Kings, i Nomadi e i New Dada.

## Biografia

### Infanzia e giovinezza
Frequenta le scuole fino all'avviamento professionale per poi impiegarsi, da buon disegnatore qual è, da un artigiano che realizza decorazioni per fisarmoniche. La sua esperienza nel settore degli strumenti musicali prosegue nell'impresa dello zio, Sante Crucianelli  per il quale continua a realizzare disegni ornamentali per gli strumenti. Allo scoppio della guerra viene arruolato nell'aeronautica, dalla quale si congeda solo alla definitiva cessazione delle ostilità.

### 1945 - 1956: La fine della guerra ed il ritorno alla fisarmonica
Tornato a Castelfidardo trova l'industria degli strumenti musicali in ovvia crisi e per sbarcare il lunario svolge per qualche tempo attività di funzionario impegnato nel censimento agricolo. La crisi è destinata tuttavia a durare poco perché gli americani hanno una vittoria da festeggiare e una conseguente necessità di qualche migliaio di fisarmoniche. Per tutte le imprese del settore è un piccolo miracolo economico, circoscritto ma in grado di far riprendere l'attività in un settore di prodotti di nicchia, che stentava a riprendersi. Pigini può così riprendere la sua attività di creatore di ornamenti, stavolta nella ditta di suo zio Marino Pigini.
Nel 1952, con una gavetta iniziata nel 1936 e sposata nel frattempo Milena Ficosecco, erede di un'altra dinastia di fabbricanti di fisarmoniche, decide di mettersi in proprio. L'occasione arriva col trasferimento della Crucianelli ad una nuova sede, dalla quale prende in affitto a prezzo di favore i locali lasciati liberi. La sua attività imprenditoriale inizia con una rappresentanza di accessori e materiali necessari all'assemblaggio delle fisarmoniche, strumenti la cui produzione è all'epoca in forte crescita per il proliferare delle orchestre da ballo in Italia e per il più generale cambiamento dei gusti musicali un po' in tutta Europa, ma fa presto anche ad accorgersi che già dall'anno successivo la richiesta inizia una fase calante nel mercato degli Stati Uniti, dove si sta rapidamente affermando il Rock and roll. Quest'ultimo genere, presente nel panorama musicale già dal decennio precedente, porta ad una forte domanda di chitarre elettriche che in Italia, dove si indirizza maggiormente per la rinomata industria della liuteria, nessuno ancora produce.

### 1956: Il nuovo Marchio GIEMMEI

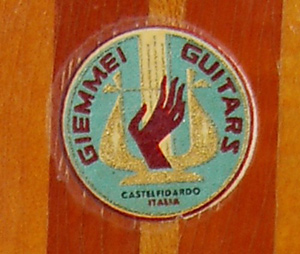
Logo della GIEMMEI

Al contrario degli altri imprenditori della zona Pigini coglie il momento favorevole. Nel 1956 abbandona le fisarmoniche per commercializzare col marchio GIEMMEI (acronimo di Giocattoli Musicali Italiani) chitarre di fabbricazione jugoslava per principianti, prodotti comunque adatti anche ai professionisti a dispetto del marchio utilizzato per la vendita. Nonostante sia costretto a frequenti viaggi per controllare i fornitori e i materiali che utilizzano la nuova attività si rivela da subito produttiva grazie alla vendita per corrispondenza e ad una indovinata campagna pubblicitaria. Le chitarre d'importazione soffrono comunque di molti difetti, le fabbriche jugoslave non sono infatti adeguate a soddisfare la domanda italiana in termini sia quantitativi che qualitativi, problema che Pigini risolve con una produzione di chitarre italiana effettuata in Sicilia da un liutaio catanese, tale Carmelo Catania, anch'esse commercializzate col marchio GIEMMEI.

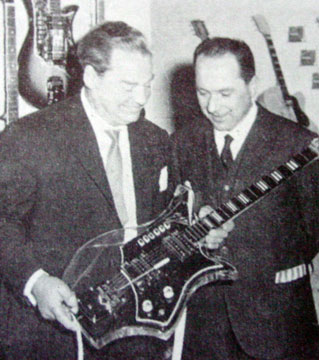
Oliviero Pigini con Wenzel Rossmeisl

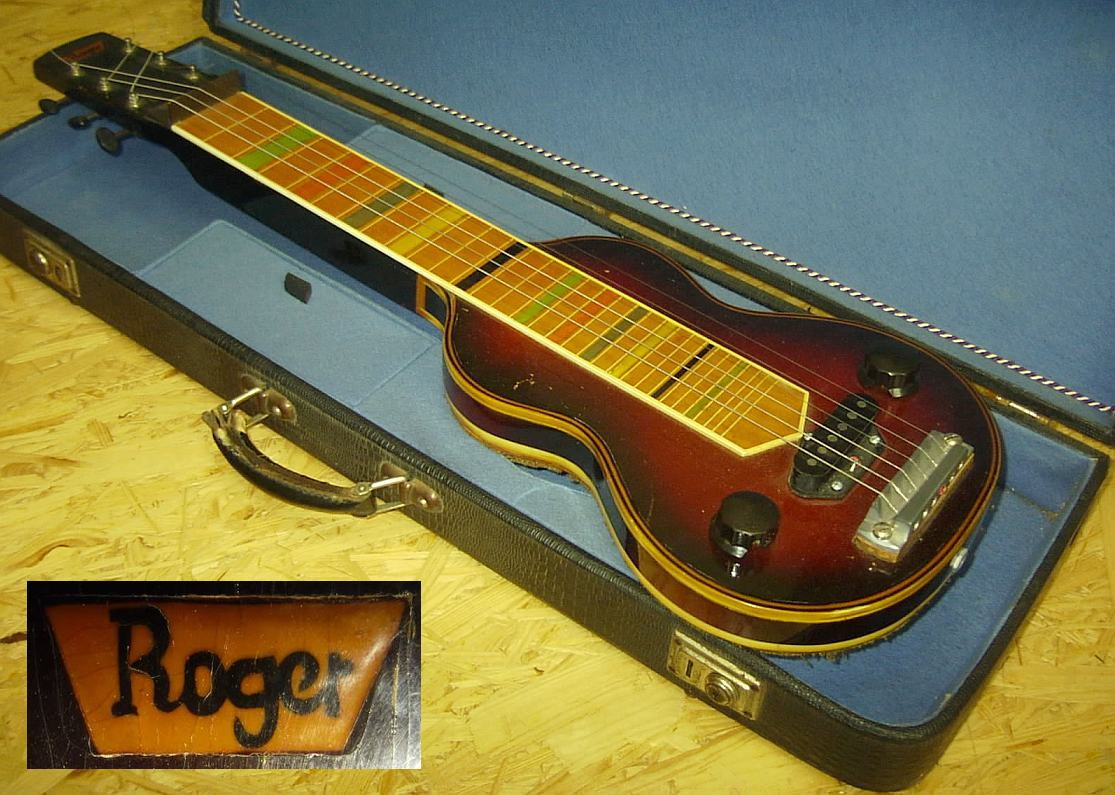
Una chitarra Roger

L'Italia sta andando intanto incontro al miracolo economico, un boom senza precedenti della sua economia, che segna al contempo un declino inarrestabile per la fisarmonica fidarsense e i suoi costruttori. L'esportazione cala al punto da segnare un meno -50% tra il 1952 e il 1962, da cui consegue la fine di molte imprese. Con l'attività in crescita, e un grande fabbisogno di spazio per la futura produzione in proprio, Pigini si trasferisce a Recanati nei locali di un ex convento. Con lo stabilimento assume alle proprie dipendenze la manodopera specializzata nella lavorazione del legno. Per poter avviare una propria produzione, avendo venti anni di esperienza nelle fisarmoniche e nessuna nelle chitarre, inizia ad informarsi in giro per il mondo su tutti gli aspetti tecnici relativi alla produzione, prendendo anche contatti per garantirsi una rete di distribuzione e vendita in Italia e all'estero. In uno dei suoi tanti viaggi conosce due rinomati liutai catanesi, i fratelli Paladino, convincendoli a trasferirsi con le loro famiglie a Castelfidardo. Ottiene inoltre dal tedesco Wenzel Rossmeisl, chitarrista jazz e liutaio, la rappresentanza per l'Italia delle chitarre da jazz e degli amplificatori che produce col rinomato marchio Roger.

### 1960: La nascita della EKO

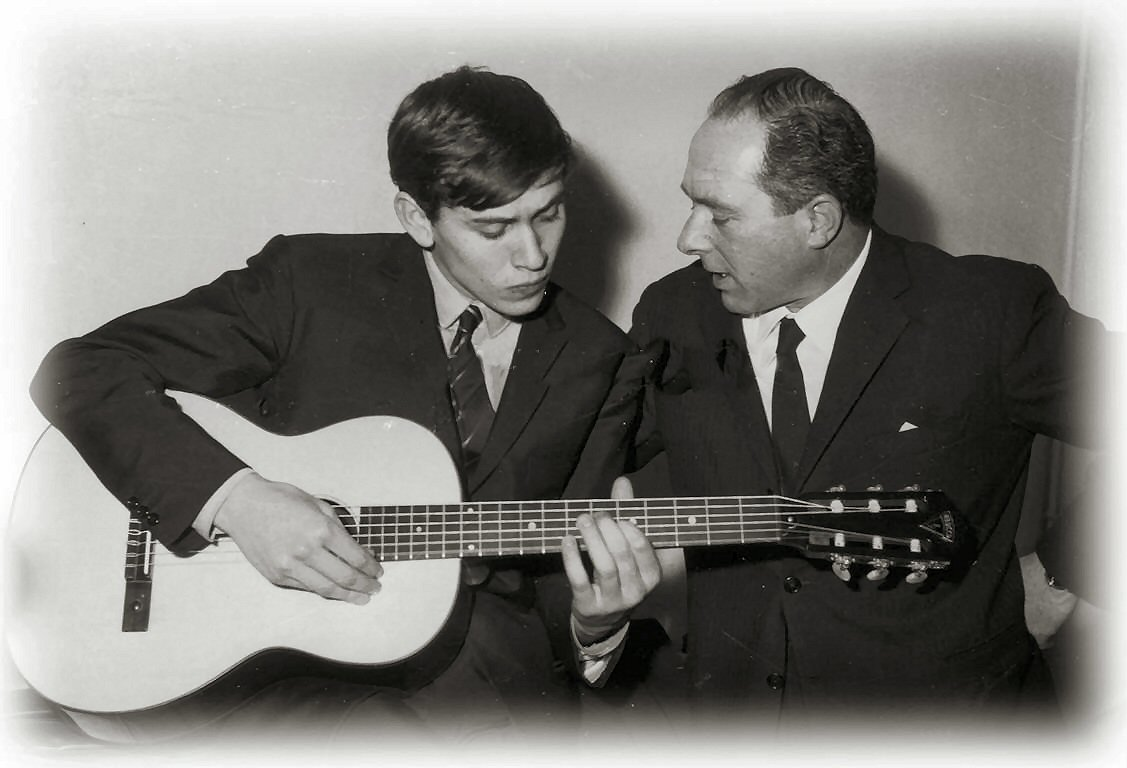
Pigini mostra una chitarra EKO ad un giovanissimo Gianni Morandi

La produzione di chitarre, sia acustiche che elettriche, inizia nel 1960 con la fondazione (28 luglio 1960) della EKO, una società in accomandita semplice costituita con due altri industriali del settore, Lido Ballone Burini (poi sostituito da Augusto Pierdominici) e Giovanni Vignoni. L'altrettanto importante produzione degli amplificatori viene avviata Bruno Baldoni, esperto di elettronica, e Vinicio Tanoni, progettista e specialista in meccanica, che danno vita al tuttora attivo marchio FBT. La Eko produce una vasta gamma di chitarre, adatte ad ogni esigenza, anche grazie alla lunga esperienza di Rossmeisl, che riduce la propria produzione per dedicarsi alla distribuzione dei prodotti italiani, ponendosi in diretta concorrenza con la prestigiosa ditta tedesca Framus, le cui chitarre sono suonate dai Beatles, e Höfner. Nel 1961 le chitarre Eko sono distribuite in tutta l'Europa occidentale. Alcuni esemplari raggiungono persino il Nord America. La rete di distribuzione deve essere costantemente ampliata col crescere della società. Se all'inizio Pigini si affida a piccoli grossisti, che spesso commercializzano i prodotti con il loro marchio, ora può permettersi di selezionare gli agenti, affidandosi ad una rete di vendita e rappresentanza adatta al sempre più crescente volume di affari, che gli apre le porte del successo internazionale.

### Il trasferimento a Recanati

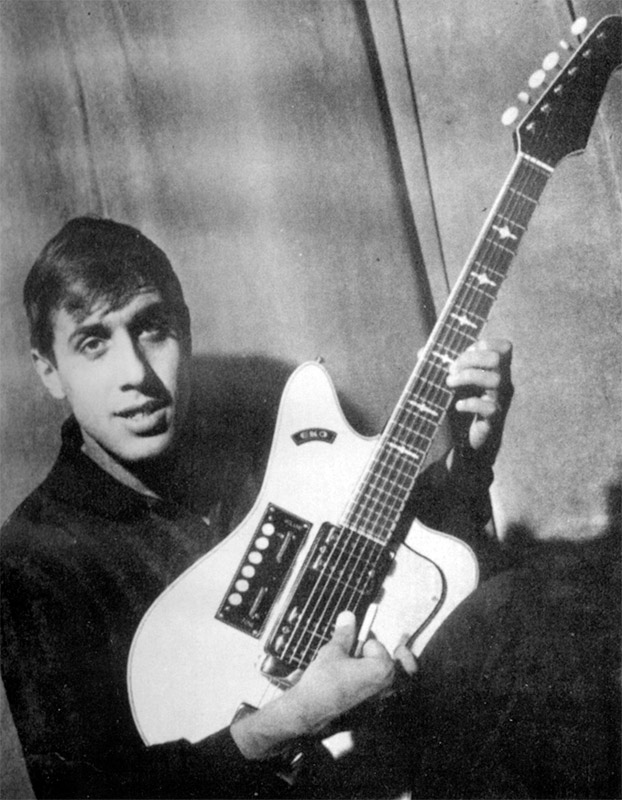
Adriano Celentano con una chitarra Eko

La grande crescita dell'azienda attira infatti l'attenzione di Thomas e Guy LoDuca, due fratelli italo-americani titolari della società LoDuca Bros, fondata nel 1941 a Milwaukee, rinomata produttrice di fisarmoniche e organi elettrici e operativa con una rete di circa seicento negozi in tutti gli Stati Uniti. Motivo dell'attenzione è che la produzione interna di chitarre non riesce a tenere il passo con la domanda, le maggiori marche sono costose e i giapponesi hanno ampiamente coperto la fascia bassa degli acquirenti. Oltre oceano sono già presenti i concorrenti della Eko (Framus, Hagström, Höfner), ma nella fascia media quello che ancora manca è una produzione esteticamente appetibile per i gruppi musicali non ancora famosi che già si esibiscono, esattamente quello che offre la Eko che, come si è detto, opera con un titolare e una manodopera di lunga esperienza nella lavorazione del legno. La produzione industriale di centinaia di migliaia di chitarre di tutti i tipi è però un'operazione che richiede una forza che la Eko da sola non ha. Gli imprenditori della fisarmonica, alle prese con una congiuntura negativa, si tirano indietro, ed anche le banche sono diffidenti. Il fratello minore Lamberto, un sacerdote cattolico con uno spiccato senso dell'imprenditorialità, gli suggerisce quindi di trasferirsi a Recanati, dove esiste una vecchia fabbrica abbandonata, una ex filanda già proprietà di un monastero, che può essere presa in affitto ad un prezzo ragionevole. Il consiglio comunale favorisce il nuovo insediamenti fornendo alcuni servizi essenziali (fogne, acqua), a titolo gratuito per tutta la fase di avviamento.

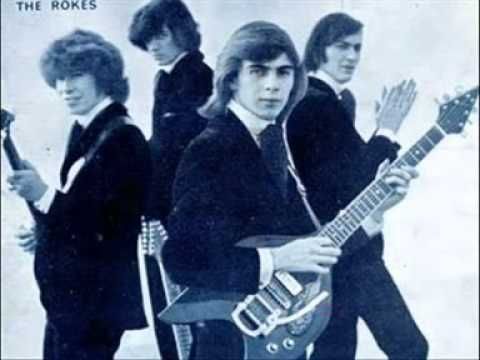
I Rokes con una Eko per loro appositamente creata.

La scelta è tuttavia oltremodo coraggiosa, dal momento che Pigini raccoglie gran parte del capitale necessario con una ipoteca sulle sue proprietà personali. Pigini raccoglie intorno a sé uno staff esecutivo allargato a personaggi di grande talento come Bio Boccosi, Augusto Pierdominici, Giovanni Vignoni e soprattutto Ennio Uncini, che avrà un ruolo chiave dopo la sua prematura scomparsa.

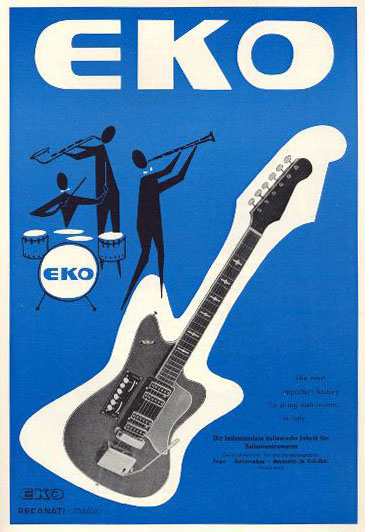

La "nuova" Eko amplia la gamma dei suoi prodotti e riesce a conquistare nuovi mercati, con un fatturato in continua crescita. La quota delle chitarre italiane esportate nel mondo sale dallo 0,8% del 1956 al 12% del 1965 per merito esclusivo di Pigini, che proprio per questa continua crescita deve nuovamente cambiare sede, acquistando la ex fabbrica Marinucci sempre a Recanati. Nel 1965 dispone di 350 operai interni e un indotto di circa 100 addetti delle ditte esterne cui appalta alcune lavorazioni  o la realizzazione dei microfoni. La bontà dei suoi prodotti è tale che deve addirittura far fronte alle ordinazioni di altri grandi marchi del settore come la inglese Vox e l'americana Thomas. Con queste due aziende dà vita al più grande polo musicale dell'epoca, la EME (Elettronica Musicale Europea).
All'apice del successo, ed anzi pronto a raccogliere nuove sfide, muore improvvisamente a soli 45 anni a causa di un infarto.
A Oliviero Pigini il comune di Recanati ha dedicato il museo della chitarra inaugurato il 22 maggio 2004. Oggi la ditta Eko, gestita dal fratello di Oliviero, Lamberto, è la prima azienda italiana nella distribuzione di strumenti musicali.

## Archivio
L'azienda Eko Music Group spa, nella sua sede di Montelupone (Macerata), non possiede un locale adibito ad archivio, né sala di consultazione, ma dimostra una forte attenzione alla conservazione della memoria aziendale, soprattutto grazie al presidente Don Lamberto Pigini, fratello del fondatore. L'azienda ha fondato nel 2004 il "Museo della Chitarra - Oliviero Pigini", in via di ampliamento, dove probabilmente confluirà parte della documentazione storica aziendale in via di recupero (estremi cronologici: 1961-1985). Previ accordi con i responsabili, la documentazione conservata è disponibile per tesi, ricerche, lavori tecnici e storici.